# Trichodura guianensis
Trichodura guianensis är en tvåvingeart som först beskrevs av Townsend 1919.  Trichodura guianensis ingår i släktet Trichodura och familjen parasitflugor.
Artens utbredningsområde är Guyana. Inga underarter finns listade i Catalogue of Life.